# Tatra KT8D5R.N1
Tatra KT8D5R.N1 (także KT8D5.RN1) – trójczłonowy wagon tramwajowy, który powstał w wyniku modernizacji czechosłowackiego tramwaju Tatra KT8D5. Jest to wagon jednokierunkowy z nowym środkowym członem niskopodłogowym. Do tego standardu zmodernizowano w latach 2003–2011 wszystkie ostrawskie tramwaje KT8D5.

## Historia
Po zakończeniu modernizacji tramwajów KT8D5 na typ KT8D5R.N2 w Brnie ostrawski Dopravní podnik Ostrava (DPO) postanowił przeprowadzić podobną przebudowę. Poprzez wstawienie członu niskopodłogowego i usunięcie drugiej kabiny motorniczego powstał tramwaj KT8D5R.N1. Powodem takiej przebudowy stał się przede wszystkim fakt, że tramwajów KT8D5 nie wykorzystywano już jako dwukierunkowych. Drugiej kabiny używano jedynie w sytuacjach awaryjnych, kiedy pętla nie mogła zostać wykorzystana do zawrócenia składu. Kolejnymi modyfikacjami były zwiększenie liczby siedzeń i zmniejszenie liczby drzwi. Pierwotnie planowano przebudowę wszystkich ostrawskich KT8D5 na jednokierunkowe, jednak ostatecznie odstąpiono od realizacji planu w całości. Na przełomie stycznia i lutego 2011 r. ukończono modernizacje wszystkich 16 tramwajów.

## Modernizacja
Najważniejszą cechą wagonów po modernizacji jest jednokierunkowość. Zaślepiono wszystkie drzwi i schody po lewej stronie pudła, usunięto drugą kabinę motorniczego, zdemontowano drugi pantograf, przedni odbierak nożycowy zastąpiono połówkowym. Dzięki usunięciu drzwi zwiększona została liczba miejsc siedzących dla pasażerów. Środkowy człon tramwaju zastąpiono nowym typu ML8LF od firmy Krnovské opravny a strojírny. Wnętrze również zostało zmodernizowane: zamontowano nowe fotele tapicerowane, nowe grzejniki, wentylatory, antypoślizgową wykładzinę na podłodze i elektroniczny system informacji. Miejsca siedzące umieszczono na całej długości tramwaju w układzie 2+1. Wysokość podłogi wynosi 900 mm nad główką szyny, podłoga nowego środkowego członu znajduje się na wysokości 350 mm. Wyposażenie elektryczne pozostawiono oryginalne, typu TV3, wymieniono jednakże przetwornicę na statyczną. Wózki także pozostawiono oryginalne.

## Dostawy
| Państwo       | Miasto        | Lata modernizacji | Liczba |       |
| ------------- | ------------- | ----------------- | ------ | ----- |
| Czechy        | Ostrawa       | 2003–2011         | 16     | [ 4 ] |
| Łączna liczba | Łączna liczba | Łączna liczba     | 16     |       |

## Eksploatacja
Jednokierunkowy wariant modernizacji wozu KT8D5 jest eksploatowany w Ostrawie. W 2003 roku jako pierwszy wyremontowany został tramwaj numer 1510, który pojechał do modernizacji 16 kwietnia 2003 roku. W kolejnych latach podobnie wyremontowano następne tramwaje, ostatni, szesnasty tramwaj nr 1508 został zmodernizowany w latach 2009–2011.
Modernizacja na typ KT8D5R.N1 dla Ostrawy przeprowadzona została w warsztatach DPO w dzielnicy Martinov.